# سندات الباندا
سند الباندا هو سند مالي مقوم بالرنمينبي الصيني تصدره جهة أجنبية، ويتم تداوله وبيعه داخل جمهورية الصين الشعبية.  أُصدرت أول سندات باندا في أكتوبر 2005 من قبل كل من مؤسسة التمويل الدولية والبنك الآسيوي للتنمية في نفس اليوم. تضمنت الشروط إصدار 1.13 مليار يوان من السندات لمدة 10 سنوات بعائد 3.4%، و1 مليار يوان من السندات لمدة 10 سنوات بعائد 3.34%.   كانت الحكومة الصينية قد تفاوضت لعدة سنوات حول تفاصيل تنفيذ سندات الباندا قبل السماح ببيعها، حيث كانت قلقة بشأن التأثيرات المحتملة على ربط عملتها. وفي نهاية المطاف، تم الاتفاق على أن الأموال المحصلة من مبيعات سندات الباندا يجب أن تبقى داخل الصين، ولن يُسمح للمصدرين بإعادة تلك الأموال إلى بلدانهم.  على عكس سندات الديم سوم ، يتم إصدار سندات الباندا في السوق المحلية مقابل الرنمينبي المحلي.

## التاريخ
في أكتوبر 2005 تم إصدار اول سندات باندا من قبل كل من مؤسسة التمويل الدولية والبنك الآسيوي للتنمية في نفس اليوم .
في مايو 2010، تم تعديل القواعد، حيث سُمح لمزيد من المصدرين بإصدار سندات الباندا، وتم رفع القيود التي كانت تمنع تحويل العائدات إلى الخارج.
في يونيو 2016، أصبحت بولندا أول حكومة ذات سيادة أوروبية تصدر سندات الباندا بعد توقيع وزارة المالية البولندية مذكرة تفاهم مع بنك الصين.
في مارس 2018، أصدرت الفلبين أول سنداتها المقومة بالرنمينبي، والمعروفة بسندات الباندا، لتصبح بذلك أول دولة عضو في رابطة دول جنوب شرق آسيا تصدر هذا النوع من السندات. قالت وزارة الخزانة الفلبينية إن الموافقات التنظيمية هي الوحيدة المتبقية لإصدار سندات الباندا لمدة ثلاث وخمس سنوات - وهي ديون مقومة بالرنمينبي تباع في الصين من قبل جهة إصدار أجنبية. 
في اكتوبر 2023 , أصدرت مصر أول سنداتها المقومة بالرنمينبي، والمعروفة بسندات الباندا , لتصبح بذلك اول دولة في الشرق الأوسط وأفريقيا تصدر هذا النوع من السندات. 

## روابط خارجية
- سندات الباندا واشنطن بوست
- إطلاق سندات باندا من مؤسسة التمويل الدولية يفتح سوق الرنمينبي أمام المؤسسات الدولية -- السندات تدعم تطوير سوق رأس المال وتمويل ثلاث شركات بالعملة المحلية 10 أكتوبر/تشرين الأول 2005